# Danuta Fromm
Danuta Fromm (Kłecko, 26 febbraio 1946) è un'ex cestista polacca.

## Carriera
Con la Polonia ha disputato sei edizioni dei Campionati europei (1966, 1970, 1972, 1974, 1976, 1978).